# St James Garlickhythe

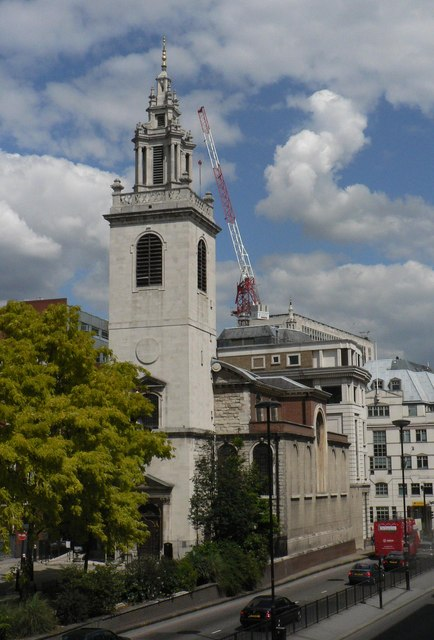
St James Garlickhythe

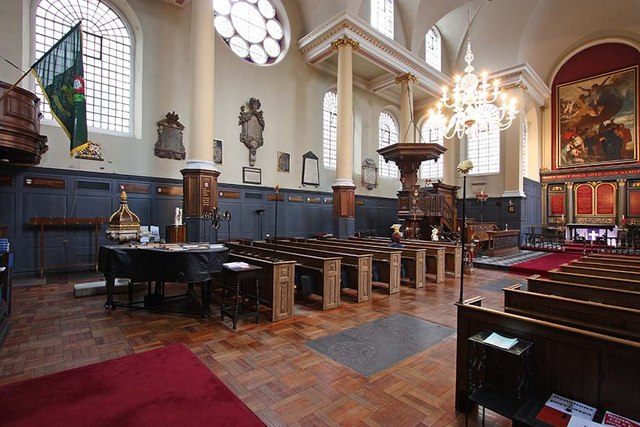
Innenansicht

St James Garlickhythe ist ein auf Garlick Hill im Londoner Innenstadtbezirk City of London gelegenes anglikanisches Kirchengebäude. 

## Geschichte
Die erstmals 1170 erwähnte Kirche war aufgrund ihrer Lage zum Themse-Hafen die bevorzugte Kirche mehrerer Gilden, so der der Weinhändler und der Zimmerleute. 1326 stiftete Richard de Rothing, Sheriff von London, für den Neubau. Ein im 15. Jahrhundert gegründetes Kollegiatstift wurde unter Heinrich VIII. aufgelöst und die Kirche in eine Pfarrkirche umgewandelt.
Beim Großen Brand von London wurde die mittelalterliche Kirche zerstört und 1676 bis 1683 von Christopher Wren durch einen Neubau ersetzt. Der Innenausbau, eine geschickte Kombination von Längs- und Zentralbau, ist eine reduzierte Version von Wrens Londoner Kirche St Stephen Walbrook, aber ohne deren Kuppel. Der Raum konstituiert sich aus schmalen Seitenschiffen, ausgegrenzt von ionischen Säulen, das tonnengewölbte Mittelschiff ist querhausartig im Mitteljoch durch ein Kreuzgratgewölbe unterbrochen.
Der Turmbau wurde 1713 bis 1717 von Nicholas Hawksmoor hinzugefügt. Sein stark aufgegliederter Turmaufbau mit diagonal gestellten gekuppelten Säulen verarbeitet Motive der Westtürme von Wrens St Paul’s Cathedral.
Einige Jahre lang wurde in einem Sarg in der Kirche die einbalsamierte, mumifizierte Leiche eines jungen Mannes gezeigt, der 1839 bei Ausgrabungen gefunden wurde. Da niemand wirklich wusste, um wen es sich handelte, bezeichnete ihn der Volksmund im Lauf der Jahre als „Old Jimmy Garlick“.
2012 erhielt die Kirche aus Anlass der diamantenen Regierungsjubiläums von Königin Elisabeth II. ein Geläut aus acht Glocken.